# Paecilaema lateralis
Paecilaema lateralis is een hooiwagen uit de familie Cosmetidae.